# إسطيش
إسطيش سُمي كذلك مُحاكاة لندائه «إسطيش، إسطيش» (الاسم العلمي: Notiomystis cincta)، طائر يشبه آكل العسل يستوطن في الجزيرة الشمالية والجزر القريبة في نيوزيلندا. لطالما حيرت علاقاتها النشوئية علماء الطيور، لكنها تصنف الآن على أنها العضو الوحيد في فصيلتها، Notiomystidae، كان فيما مضى أوسع أنتشارًا بكثير عبر الجزر الشمالية لنيوزيلندا، ولكنه انكمش الآن وأصبح وجوده مقتصرًا على ثلاث جزر صغيرة على مبعدة من الساحل الشمالي الشرقي. كما أعيد ادخالها ملاذين آخرين للجزيرة وأربعة مواقع في البر الرئيسي للجزيرة الشمالية.